# 伊木の森

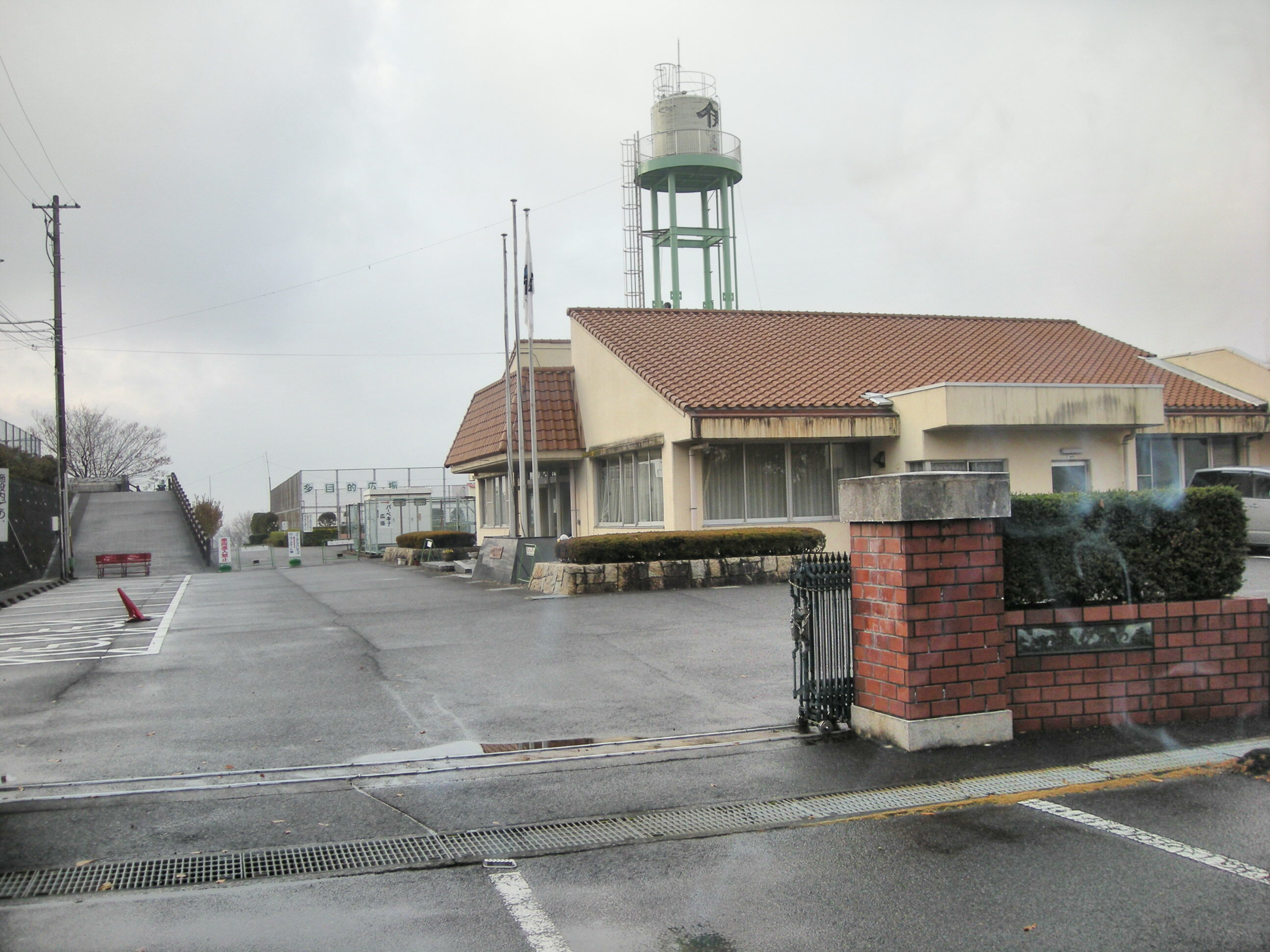
伊木の森

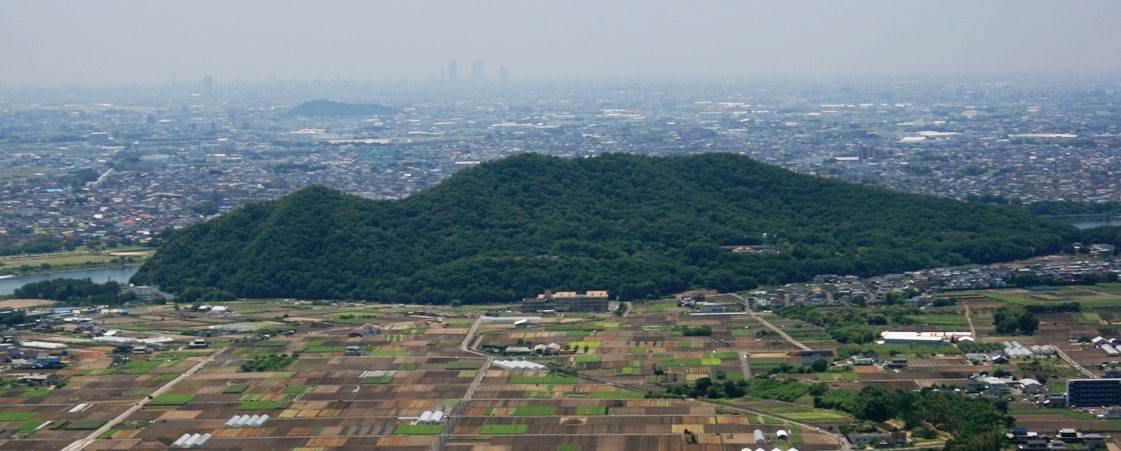
独立峰の伊木山の北山腹にある伊木の森

伊木の森（いぎのもり）は、岐阜県各務原市が管理・運営するレクリエーション施設。

## 概要
1982年（昭和57年）8月19日開園。4面の全天候型テニスコート、ローラースケート場、フィールドアスレチック、野外バーベキュー場など多彩な施設を完備していたが2019年（平成31年）3月31日をもって閉園。
各務原市南東の伊木山（標高173メートル）の中腹に位置し、展望台からは名勝木曽川、国宝犬山城、遠くは御嶽山、伊吹山が望める。

## 施設内容
- センターハウス（研修室 定員30人、更衣室、シャワー室）
- テニスコート 4面（全天候型、ナイター設備）
- サイクルモノレール（1周241メートル）
- フィールドアスレチック（39ポイント、全長666メートル）
- 多目広場
- やすらぎの森
- ローラースケート場
- 展望台
- バーベキュー場（6卓）

## ギャラリー

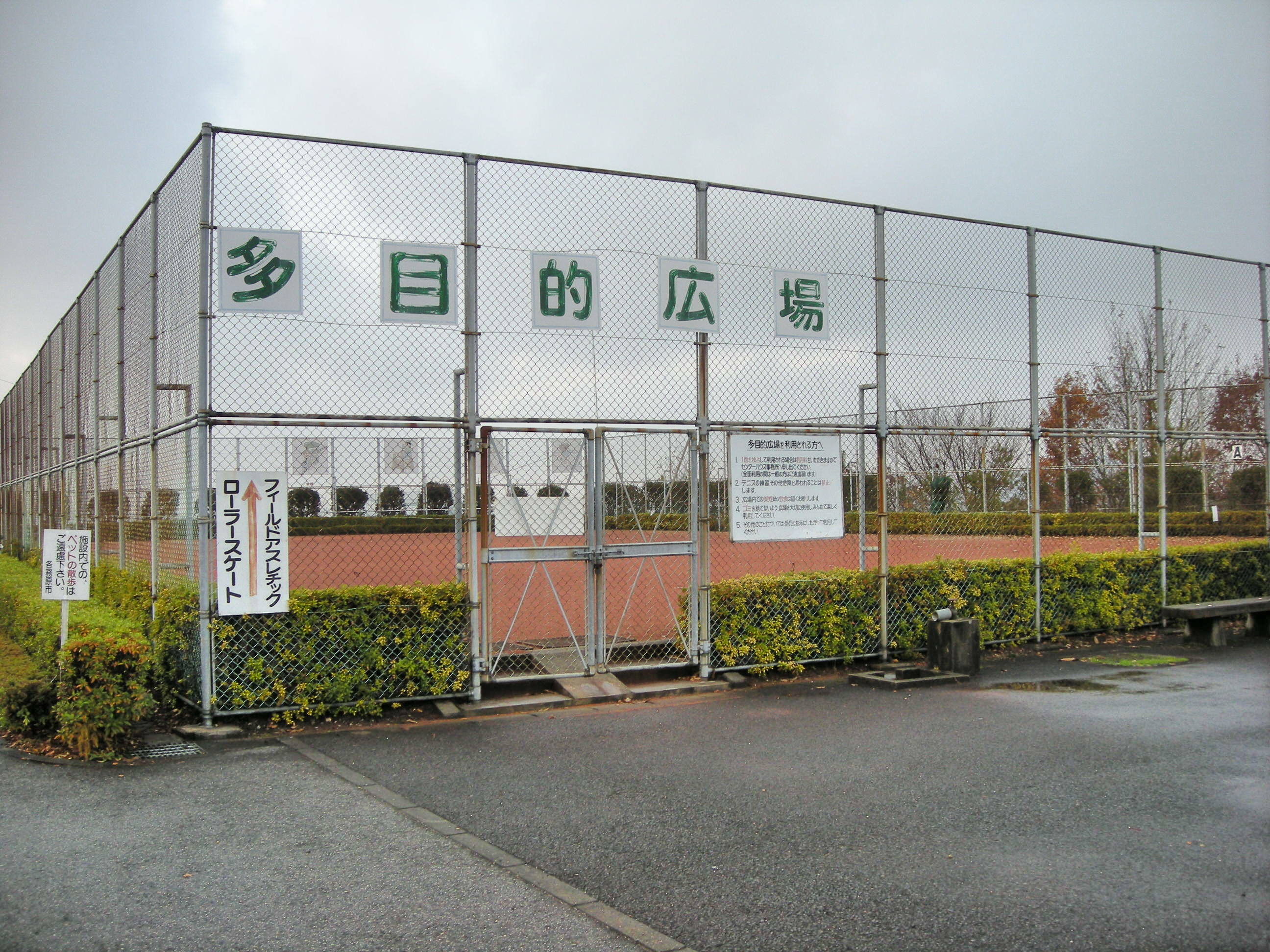
多目的広場
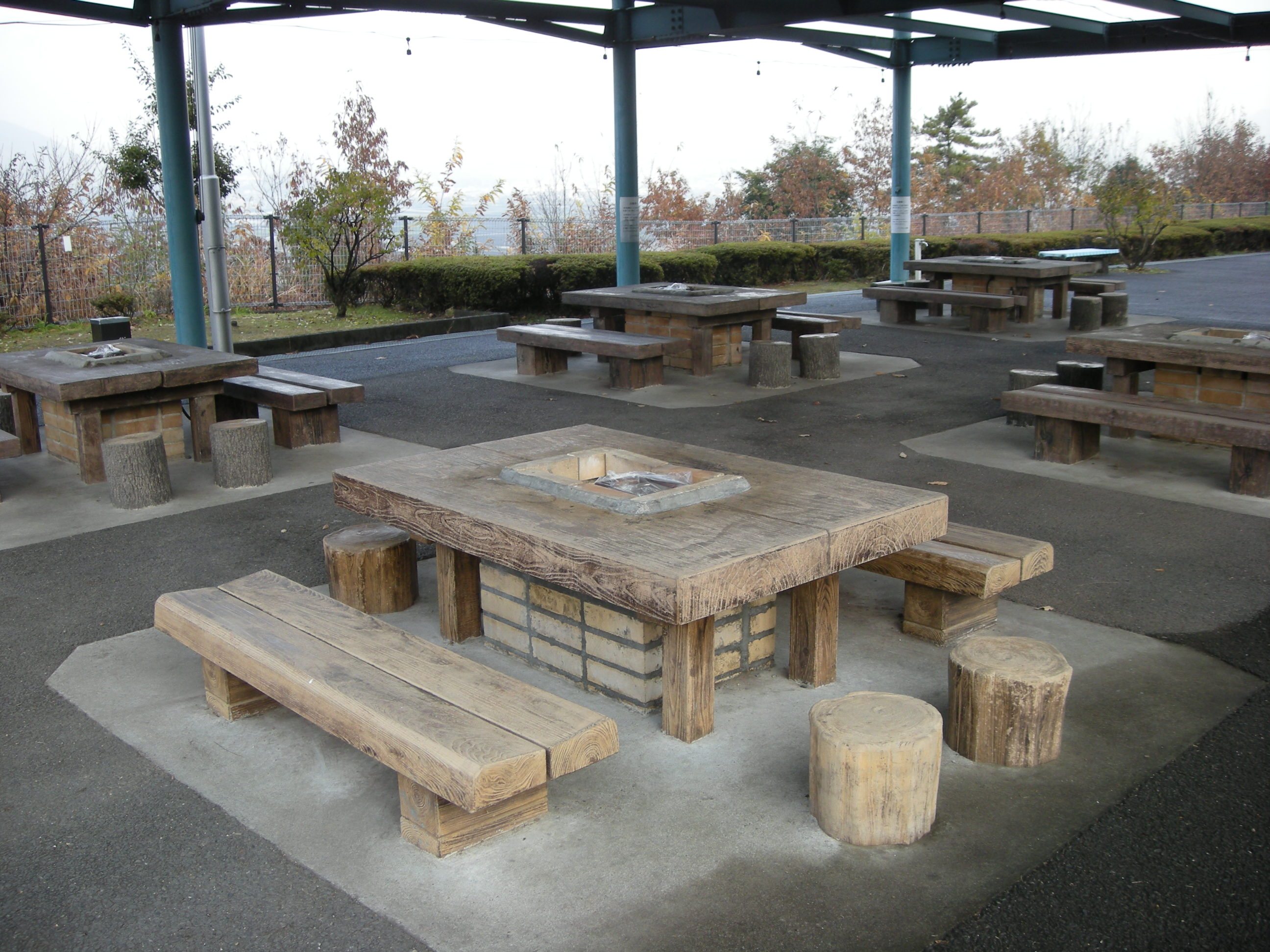
バーベキュー場
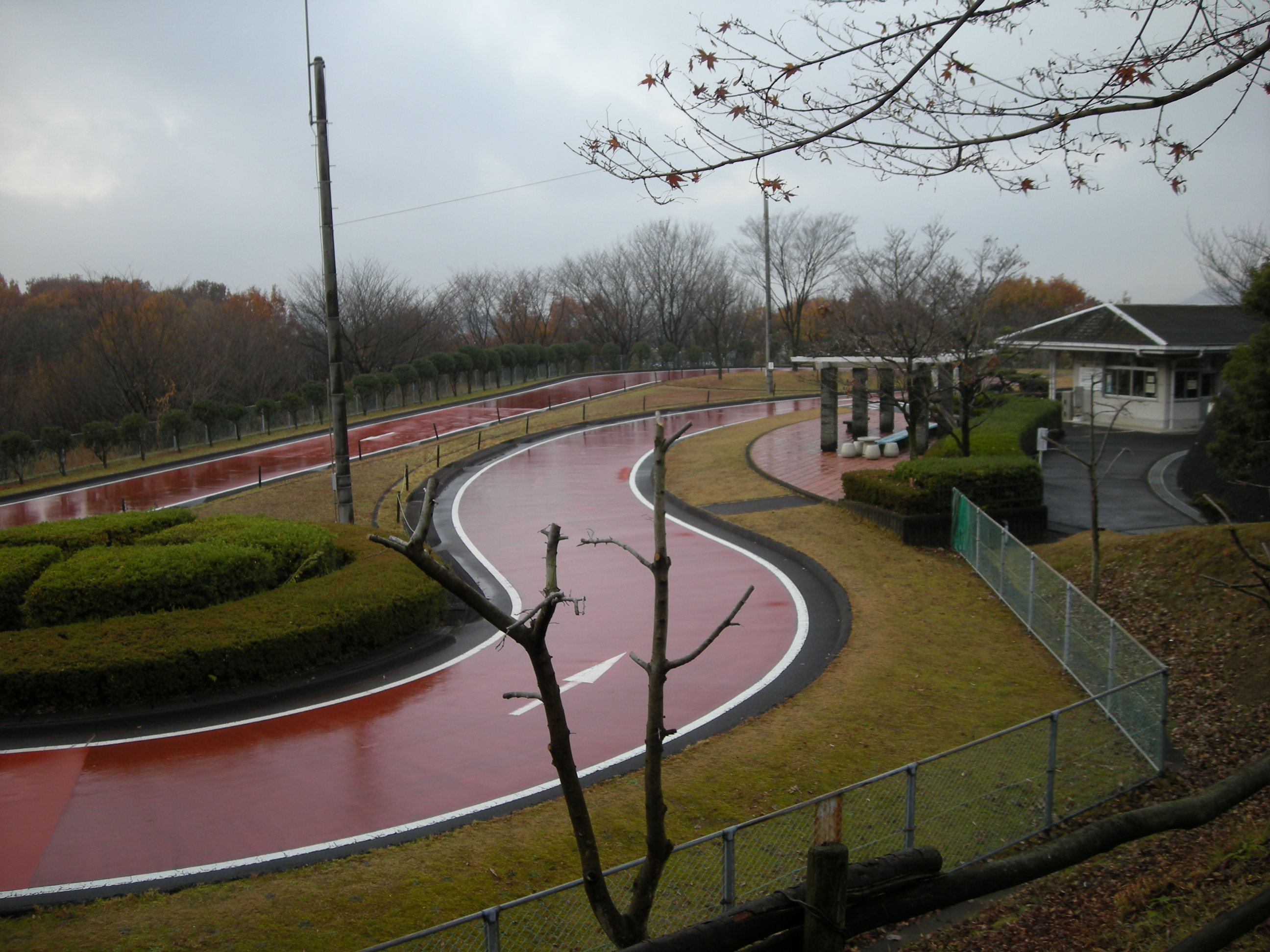
ローラースケート場

## 住所
- 岐阜県各務原市鵜沼字伊木山1492番地1

## 使用時間・料金

### 研修室
- 午前9時～11時：500円
- 午前11時～午後1時：500円
- 午後1時～3時：500円
- 午後3時～5時：500円

### テニスコート
- 1面1時間：500円（夜間照明使用時間帯は、1,000円）
- 申請者が市外の場合、1面1時間：2,000円
- 2月～3月：9時～17時
- 4月～11月：9時～21時
- 注意：1申請につき1面2時間まで。

### 多目的運動広場
- 1面1時間：1,000円（貸切）
- 9時～17時

### ローラースケート
- 一般：1時間・200円
- 小・中学生：1時間・100円
- 20人以上の団体に割引あり。
- 9時～17時

### サイクルモノレール
- 1回：100円
- 9時～17時
- 土、日、祝日のみ運行（時期により平日も運行）。

## 申し込み
多目的広場、テニスコート、研修室は使用とする日の2ヵ月前から当施設で予約受け付け。
バーベキューは予約制となる。詳しくは、各務原給食センターに問い合わせ。

## 休業日
- 毎週月曜日、祝日の翌日
- 年末年始：12月28日～1月4日

## 駐車場
- 100台（無料）

## アクセス
- 各務原市ふれあいバス・鵜沼線：「市民プール」バス停下車、徒歩で約10分。

## 施設周辺
- 犬山城
- 伊木山城
- 各務原市少年自然の家

## 事故
2013年（平成25年）5月4日に、伊木の森内のフィールドアスレチックで、遊具を使用していた男性客が、遊具の足を掛けた部分が折損したことによって、約2.7メートルの高さから転落し、尾骶骨骨折などの重傷を負った。伊木の森を運営する各務原市施設振興公社はこの事故を受け、伊木の森のフィールドアスレチックを同日から4日間利用中止とした。